# Sauna
|  | Per a altres significats, vegeu «Sauna (desambiguació)». |

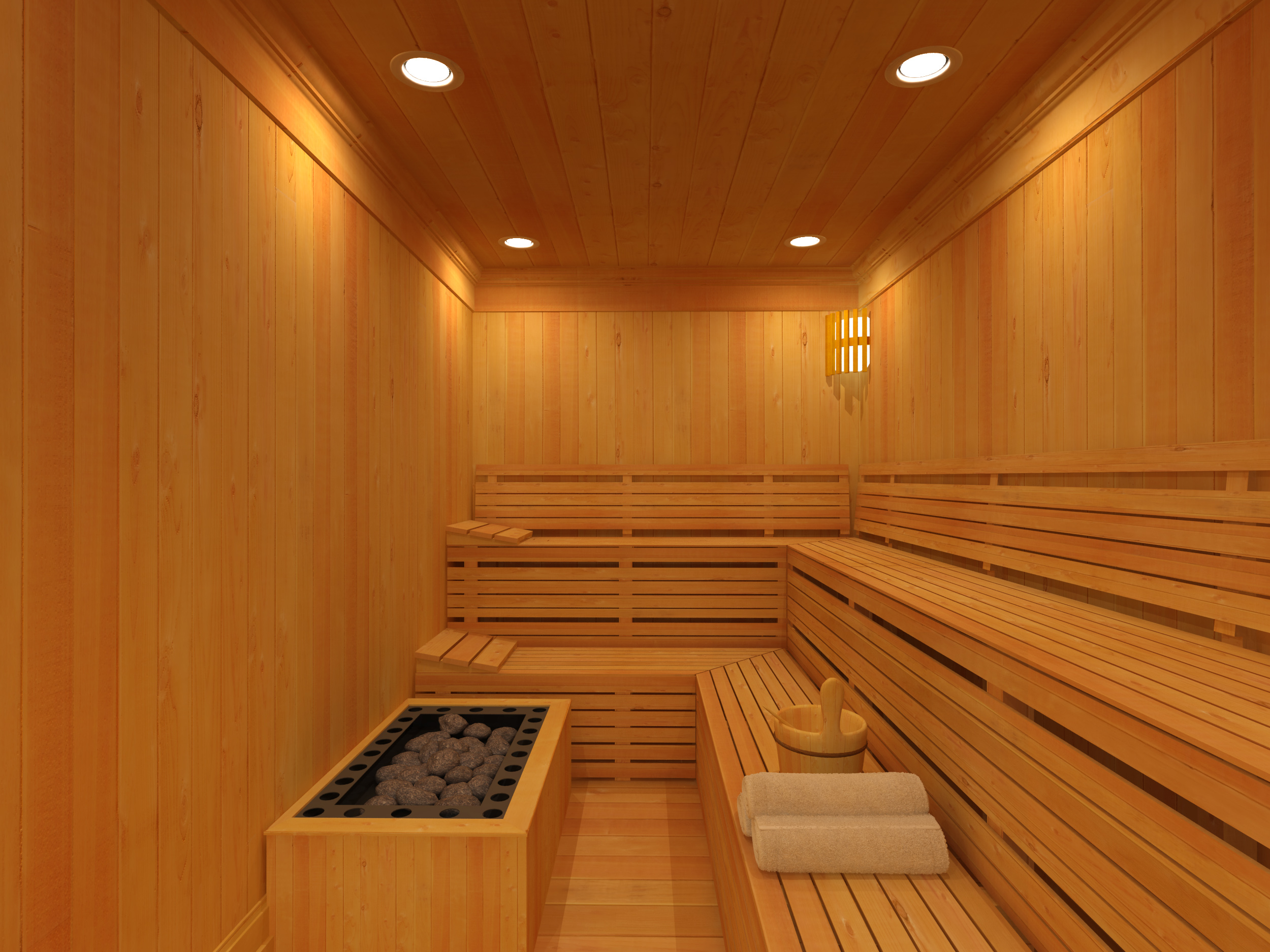
Sauna seca convencional

Una sauna és un bany de vapor a altes temperatures, que oscil·len entre els 70 °C centígrads (en saunes humides o banys turcs) i els 70 °C o 90 °C (en saunes seques).
Té lloc en recintes petits generalment de fusta, i proporciona als seus usuaris efectes beneficiosos per l'organisme a través de l'eliminació de toxines gràcies a la sudoració. Per aquesta raó és utilitzada per a fins higiènics iterapèutics.

## Història

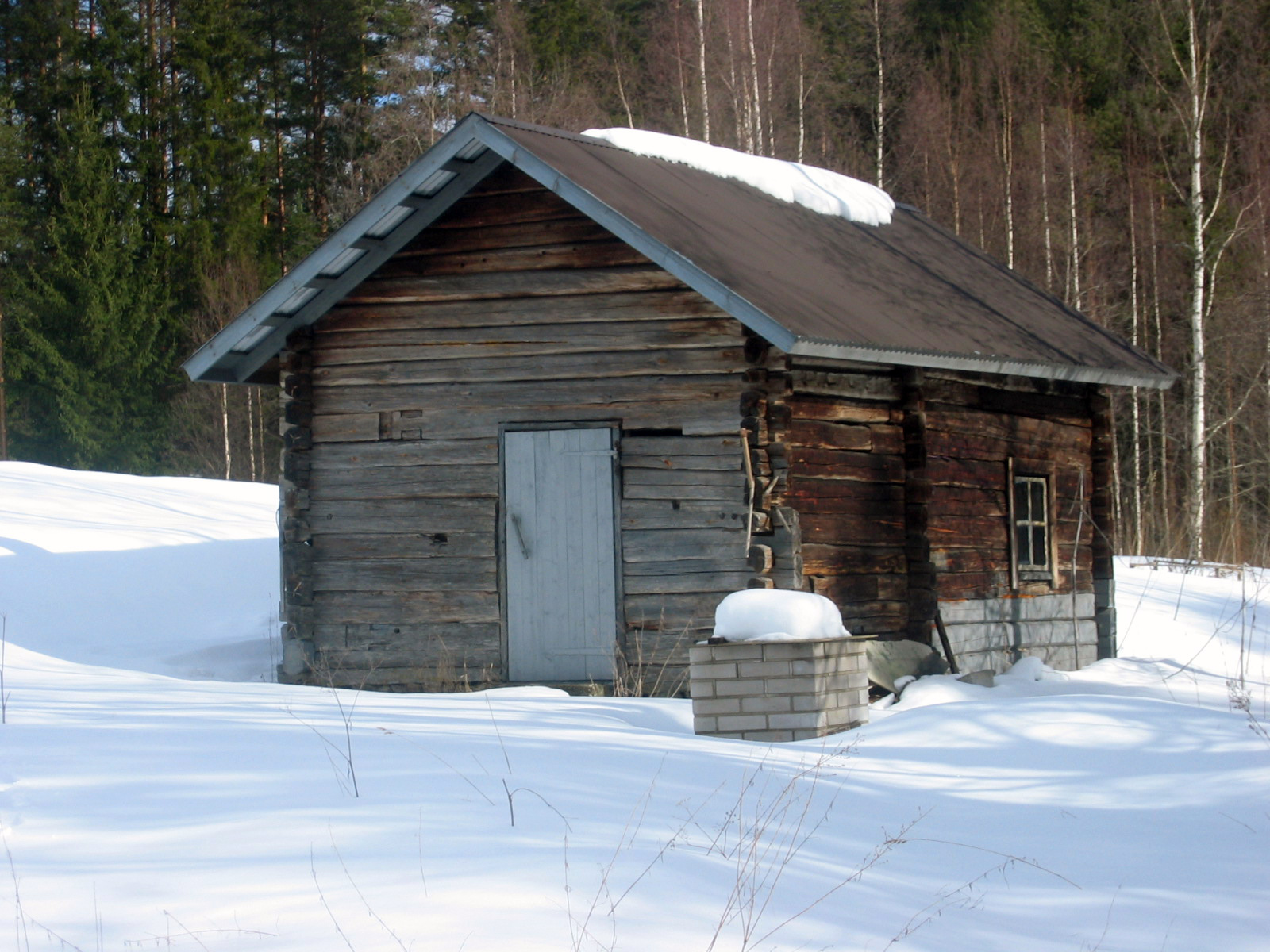
Sauna de fum a Finlàndia

### Etimologia
Pel que fa a l'etimologia, el mot sauna prové del finès i fa referència als banys tradicionals finlandesos i tanmateix, a les cases de bany. La reconstrucció del mot arcaic és savńa. Hi ha, a més a més, mots equivalents en les llengües bàltiques i fineses.

### Primeres saunes
Les primeres saunes eren forats excavats en vessants de terra i que eren destinats a habitatges per a l'hivern. Van evolucionar cap a llars de foc on s'escalfaven pedres a una elevada temperatura. Per oferir una major sensació de calor, aquestes es mullaven amb aigua i desprenien vapor d'aigua. L'aparent elevat augment de la temperatura del recinte incitava a treure's la roba. Són encara utilitzades a Finlàndia, habitualment en dies festius.